# Валијано (Сијена)
Валијано је насеље у Италији у округу Сијена, региону Тоскана.
Према процени из 2011. у насељу је живело 343 становника. Насеље се налази на надморској висини од 282 м.